# گالمتون، توربی
گالمتون (به انگلیسی: Galmpton) یک روستای نسبتاً دورافتاده در بریتانیا است که در توربی و در شهرستان دوون واقع شده‌است.
منطقهٔ مسکونی «چرستون-گالمتون» ۶٬۶۵۷ نفر جمعیت دارد و تا سال ۲۰۲۳ میلادی، در حدود ۳٫۵ درصد رشد جمعیت خواهد داشت. خودِ روستای گالمتون به‌تنهایی، ۱۴۰۰ نفر جمعیت دارد. میانگین سنی جمعیت این روستا ۵۲ سال است که در حدود ۱۲ سال از میان سنی کشوری در انگلستان بیشتر است. نرخ بیکاری در این ناحیهٔ ۱٫۲ درصد است.